# Juliaan Woltjer
Jan Juliaan Woltjer (Leiden, 24 januari 1924 — aldaar, 20 april 2012) was een Nederlands historicus en hoogleraar.

## Levensloop
Juliaan Woltjer was de zoon van de Leidse hoogleraar sterrenkunde Jan Woltjer en kleinzoon van de eerste hoogleraar klassieke talen aan de Vrije Universiteit Jan Woltjer. Hij studeerde aanvankelijk theologie en geschiedenis aan de Vrije Universiteit, maar besloot zich na zijn propedeuse louter op de geschiedenis te richten. Na het behalen van zijn kandidaats aan de VU, voltooide hij zijn opleiding aan de Rijksuniversiteit Leiden. Daarna was hij werkzaam bij de Koninklijke Bibliotheek. In 1957 werd hij benoemd tot wetenschappelijk medewerker in de vaderlandse geschiedenis te Leiden. Woltjer werd er in 1973 lector en was hoogleraar van 1980 tot 1985. Bij zijn overlijden in 2012 werd hij door zijn collega M.E.H.N. Mout omschreven als voorzien van een "vuur in hem, dat gloeide voor zijn vak: de Nederlandse geschiedenis."

## Academisch onderzoek
Woltjers interesses gingen bovenal uit naar de protestantse reformatie in de Nederlanden tijdens de zestiende eeuw. Hij wijdde zijn dissertatie aan Friesland in de hervormingstijd (1962). In 1965 verscheen van zijn hand een boek over de geschiedenis van de Leidse universiteit. Zijn bekendste werken zijn twee studies over de Nederlandse Opstand: Tussen vrijheidsstrijd en burgeroorlog (1994) en Op weg naar tachtig jaar oorlog (2011). Hij bracht vernieuwing in het onderzoeksveld, traditioneel bestudeerd vanuit het top-downperspectief, door vooral het belang van de middengroepen te bestuderen, eerder dan de politieke en economische bovenlagen. Hoewel hij voornamelijk de zestiende eeuw bestudeerde hield hij zich ook bezig met de moderne en hedendaagse geschiedenis, waarover hij het handboek Recent verleden: Nederland in de twintigste eeuw (1992) schreef.

## Publicaties
- Friesland in hervormingstijd. Leiden: Universitaire Pers, 1962.
- De Leidse universiteit: in verleden en heden. Leiden: Universitaire Pers, 1965.
- "Beeldenstorm in Leeuwarden." In: Spiegel Historiael, 4 (1969).
- "De positie der curatoren van de Leidse universiteit in de zestiende eeuw." In: Tijdschrift voor rechtsgeschiedenis, 38 (1970), pp. 485-496.
- "Het conflict tussen Willem Bardes en Hendrick Dirckszoon." In: Bijdragen en Mededelingen betreffende de Geschiedenis der Nederlanden, 86 (1971), pp. 178-199.
- "Dutch Privileges, Real and Imaginary." In: J.S. Bromley (ed.), et al., Britain and the Netherlands, Den Haag: Martinus Nijhoff, 1975, pp. 19-35.
- "De Vrede-makers. De positie en uiteindelijke uitschakeling van een gematigde 'middengroep' in de periode van de zestiger jaren tot omstreeks 1580." In: Tijdschrift voor Geschiedenis, 89 (1976), pp. 299-321.
- "Het Noorden en de Pacificatie van Gent." In: Opstand en pacificatie in de Lage Landen: bijdrage tot de studie van de Pacificatie van Gent, Gent: Snoeck-Ducaju, 1976, pp. 79-98.
- "Willem van Oranje en de godsdienstige pluriformiteit." In: I. Willem (ed.), et al., Apologie van Willem van Oranje. Hertaling en evaluatie na vierhonderd jaar, 1580-1980, Tielt: Lannoo, 1980, pp. 21-37.
- "De religieuze situatie in de eerste jaren van de Republiek." In: Ketters en Papen. Het godsdienstig leven in de tweede helft van de 16de eeuw, Den Haag: Staatsuitgeverij, 1986.
- Recent verleden: Nederland in de twintigste eeuw. Amsterdam: Balans, 1992.
- Tussen vrijheidsstrijd en burgeroorlog: over de Nederlandse Opstand 1555-1580. Amsterdam: Balans, 1994.
- "De plaats van calvinisten in de Nederlandse samenleving." In: De zeventiende eeuw, 10 (1994), pp. 3-23.
- "De middengroepen in de Opstand." In: Spiegel Historiael, 29 (1994), pp. 468-473.
- "Political Moderates and Religious Moderates in the Revolt of the Netherlands." In: Philippe Benedict (ed.), et al., Reformation, Revolt and Civil War in France and the Netherlands, 1555-1585, Amsterdam: Royal Netherlands Academy of Arts and Sciences, 1999, pp. 185-200.
- "Public Opinion and the Persecution of Heretics in the Netherlands, 1550-59." In: Judith Pollmann (ed.), et al., Public Opinion and Changing Identities in the Early Modern Netherlands: Essays in Honour of Alastair Duke. Leiden: Brill, 2007, pp. 87-106.
- Op weg naar tachtig jaar oorlog: het verhaal van de eeuw waarin ons land ontstond: over de voorgeschiedenis en de eerste fasen van de Nederlandse Opstand. Amsterdam: Balans, 2011.